# Фриђенто
Фриђенто је насеље у Италији у округу Авелино, региону Кампанија.
Према процени из 2011. у насељу је живело 684 становника. Насеље се налази на надморској висини од 875 м.

## Становништво
Према резултатима пописа становништва 2011. у општини је живело 3.965 становника.
| 1951. | 1961. | 1971. | 1981. | 1991. | 2001. | 2011. |
| ----- | ----- | ----- | ----- | ----- | ----- | ----- |
| 5.960 | 5.248 | 4.289 | 4.176 | 4.147 | 4.126 | 3.965 |

## Партнерски градови
- Serra de' Conti